# A43 (autoestrada)

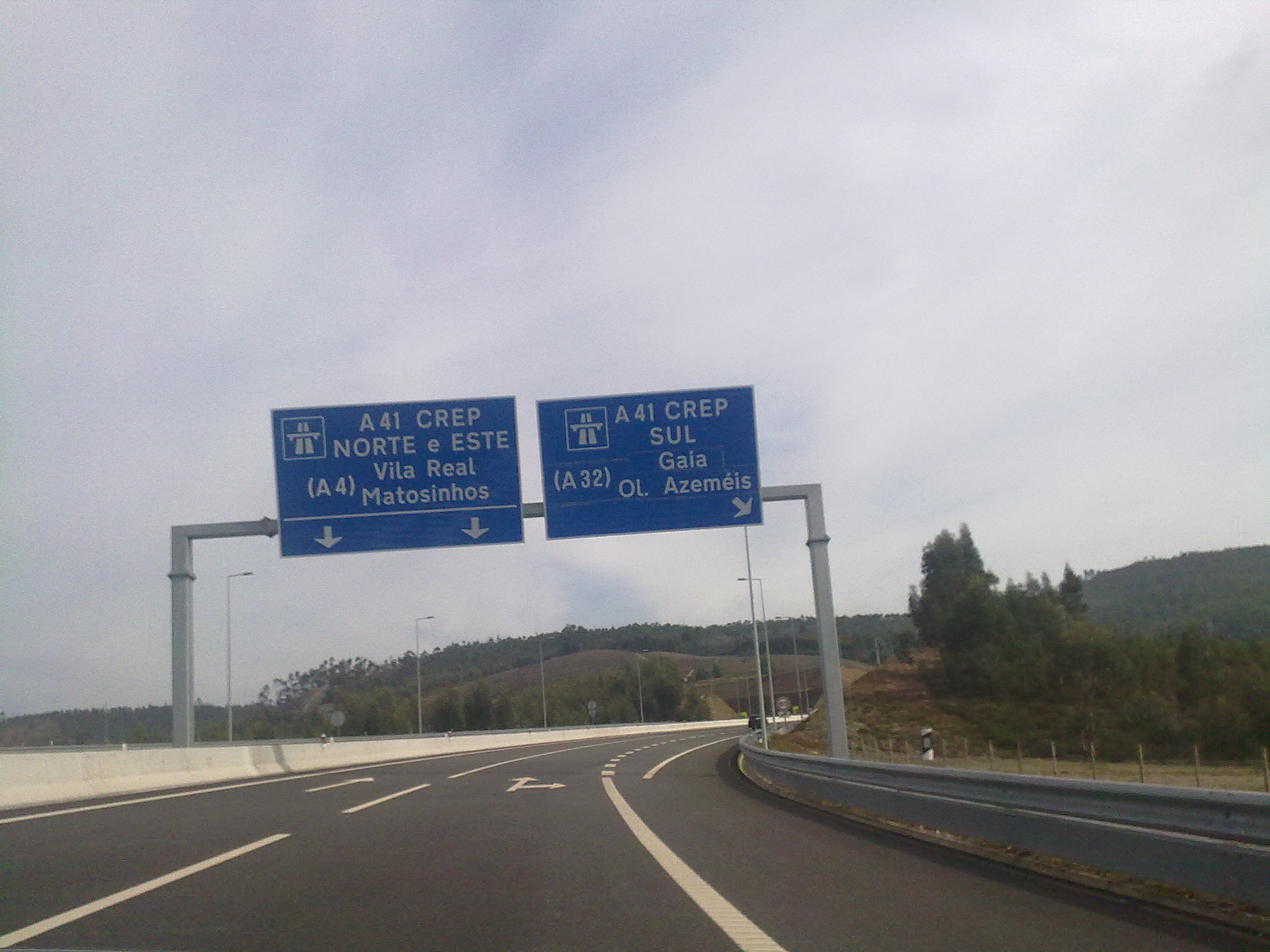
A43 perto de Gens

A   A 43  - Radial de Gondomar é oficialmente uma autoestrada portuguesa cujo troço final foi inaugurado em 1 de abril de 2011, também conhecida como IC29. Tem uma extensão de 16 km. Até meados da década de 2000, esta rodovia não era considerada uma autoestrada, mas sim uma via rápida com perfil transversal de autoestrada (similar ao IC19 ou IC23), estando numerada como IC29 em toda a sua extensão.
O primeiro quilómetro da autoestrada (Rotunda do Freixo - Nó da VCI) corresponde ao antigo troço da Estrada da Circunvalação (EN12), que ainda contém placas de pré-aviso gráfico indicando N12 no sentido Gondomar-Porto.
Faz a ligação entre a zona oriental do Porto e a   A 41  perto de Gens, passando pelo concelho de Gondomar, Jovim, Foz do Sousa e Covelo, contribuindo para ligar a cidade do Porto às localidades e concelhos localizados a leste da cidade. 
O lanço final da A43, nos primeiros 275 dias de operação (abril a dezembro de 2011), registou um tráfego médio diário de 2 430 veículos, sendo que agora os troços A41 - Gens e A43 - Jovim, registam uma afluência cada vez maior..

## Estado dos troços
| Troço                           | Situação                                                                | km  |
| ------------------------------- | ----------------------------------------------------------------------- | --- |
| Areias - Gondomar (Jovim)       | Em serviço (2002) (Concessão: Infra-Estruturas de Portugal (IP))        | 5,5 |
| Porto (Freixo) - Areias         | Em serviço (2005) (Concessão: Infra-Estruturas de Portugal (IP))        | 2,6 |
| Gondomar (Jovim) - Gens         | Em serviço (09/2010) (Concessão: Auto-Estradas do Douro Litoral (AEDL)) | 4,5 |
| Gens - Aguiar de Sousa ( A 41 ) | Em serviço (04/2011) (Concessão: Auto-Estradas do Douro Litoral (AEDL)) | 3,5 |

## Saídas

### Radial de Gondomar
| Número da Saída           | Nome da Saída                                                                                       | Estrada que liga |
| ------------------------- | --------------------------------------------------------------------------------------------------- | ---------------- |
| \|                        | Porto (Freixo)                                                                                      | N 108 N 209 N 12 |
| 1                         | Porto (centro) / Braga / V. Real Gaia / Lisboa                                                      | A 20 / IP 1      |
| 2 (sentido Porto)         | S. R. Lameira Mercado Abastecedor                                                                   |                  |
| 3                         | Areias Circunvalação                                                                                | N 12             |
| 4                         | Valbom Zona Industrial                                                                              |                  |
| 5                         | Gondomar (centro) Hospital                                                                          |                  |
| 6                         | Gondomar (este) Valongo Jovim                                                                       | N 209-1 N 209    |
| 7                         | Gens                                                                                                | M 615            |
| Praça de Portagem de Gens | |                  |
| 8                         | Vila Real / Paredes São João da Madeira / Espinho Felgueiras / Paços de Ferreira Alfena / Aeroporto | A 41             |

## Áreas de Serviço
- Área de Serviço de Gens (km 10)